# Real-time Transport Protocol
A Real-time Transport Protocol (RTP, Valós idejű átviteli protokoll) egy szabványos csomagformátumot határoz meg az interneten keresztül szállított audió és videó anyagokra. Meghatározása az RFC 1889 szabványban található. Az Audio Video Transport Working group fejlesztette ki, és először 1996-ban tették közzé.
A Real-time Transport Control Protocol (RTCP, Valós idejű szállítási és szabályozó protokoll) meghatározása az RFC 3550 szabványban található. Az RTCP az RTP-vel szorosan együtt működik. Az RTP szállítja az adatokat, míg az RTCP a hívásban résztvevőknek ellenőrző csomagokat küld. Elsődleges funkciója az RTP által nyújtott szolgáltatás minőségével kapcsolatos visszajelzések szolgáltatása.